# Il Re Degli Ignoranti (пісня Адріано Челентано)

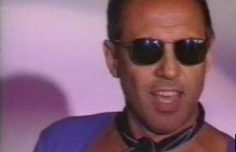
Челентано в образі «Короля невігласів», кадр з відеокліпу до пісні «Il Re Degli Ignoranti», показаний на телепередачі «Notte Rock» (1991)

Il Re Degli Ignoranti (укр. «Король невігласів») — пісня та сингл італійського співака і кіноактора Адріано Челентано з альбому «Il re degli ignoranti» 1991 року.

## Про пісню
Пісня була першим треком однойменного альбому Адріано Челентано «Il re degli ignoranti», випущеного восени 1991 року. Автором пісні став Челентано. Музичний сайт «Discogs.com» класифікує музичний стиль пісні як попрок і синті-поп. У тексті пісні Челентано постав в образі «Короля невігласів», використовуючи нецензурну лексику.
Композиція «Il re degli ignoranti» існує у п'яти варіаціях різних за часом, музикою, та стилістикою: версія з відеокліпом тривалістю 7:25 хвилин, версія у 6:02 хвилин для альбому. Також пісня виходила як сингл на LP-платівці, що містила ще три її варіанти — версія-ремікс (7:34 хвилин), версія для радіо (5:36 хвилин), скорочена версія (4:00 хвилин).

## Назва
На назву пісні, як і альбому «Il Re Degli Ignoranti» («Король невігласів») вплинув такий випадок: у 1987 році Челентано був ведучим восьмого сезону телешоу «Fantastico», в одному з випусків, який транслювався 7 листопада напередодні всеіталійського референдуму, глядачам показали сюжет про вбивство тюленів. Челентано виступив з монологом на захист тварин, після чого написав на дошці фразу «полювання проти любові» (італ. «la caccia è contro l'amore»), при цьому допустивши грубу орфографічну помилку — слово «è» він написав без акценту зверху. Пізніше це викликало цілу серію критики на його адресу. Челентано отримав нове прізвисько «Король невігласів», поряд з вже існуючим «Il Molleggiato» («Хлопець на пружинах»). Нове прізвисько сподобалося Челентано й стало назвою його майбутньої пісні та альбому.
У своєму інтерв'ю для журналу «Esquire» від 2005 року, Челентано так коментував присвоєння йому прізвиська «Король невігласів»:
«Чому я охрестив себе «Королем невігласів»? Напевно, тому, що життя стає все складніше, і люди починають мислити все більш витончено і тонко. У такій ситуації одкровень потрібно чекати від простих людей — від перехожого, який, можливо, навіть і читати до пуття не вміє. Моя вам порада: дорожіть своїм невіглаством і діліться ним з тими, хто занадто набив руку в питаннях економіки і культури»

## Телебачення та відеокліп
До пісні існує офіційний кліп, який був вперше продемонстрований Челентано 5 листопада 1991 року, ввечері, на каналі Rai 1, у двогодинному спецвипуску телепередачі «Notte Rock» («Нічний рок»), ведучим та автором якої він був. Протягом пісні він співав та відповідав на питання міланських студентів. Передача слугувала презентацією альбому «Il Re Degli Ignoranti».
Вся дія кліпу відбувається у павільйоні, або у студії з різнобарвною підсвіткою. На початку відеокліпу присутні кадри перегортування сторінок однойменної книги-автобіграфії Челентано «Король невігласів» («Il Re Degli Ignoranti»), яка вийшла того часу. Потім з'являється підтанцьовка у вигляді трьох дівчат у бікіні у кашкетах й капелюсі. Дівчина у капелюсі — старша дочка Челентано, Розіта. Далі з'являються чорно-білі кадри з фільму «Юппі-Ду» 1975 року, де Челентано танцює зі своєю дружиною, Клаудією Морі. У заключній частині кліпу теж присутні кадри з цього фільму, де Челентано стоїть біля свого племінника, Джино Сантерколе, що сидить на стільці. Потім з'являється Челентано в образі ді-джея-«Короля невігласів», що вигукуючи-співає перед публікою. Протягом всього кліпу Челентано постійно змінює свій одяг: спочатку він з'являється у шортах-голіфе, блакитно-помаранчевій футболці з вирізом посередині й у краватці та темних окулярах (у цьому вбранні він з'являється й у середині кліпу, але без краватки та у темному капелюсі, де він сидячи співає з двома чоловіками з його технічного персоналу); потім у білому капелюсі, смугастій чорно-білій сорочці й одягненому поверх неї чорному жилеті; у другій половині кліпу він у сірому піджаку, чорних брюках й у кашкеті (у заключних кадрах у чорному капелюсі). Підтанцьовка епізодично з'являється протягом всього кліпу, підспівуючи Челентано та змінюючи своє вбрання: то у різних сукнях, жакетах, сорочках, бікіні, кашкетах й капелюхах. Протягом відеокліпу з'являється безліч документальних кадрів: палаючого автомобілю; гірських зимових та літніх лісових, водних та галявинних пейзажів з квітами; пейзажі з лосями посеред озера й бабаком; міських демонстрацій з великою кількістю людей. Челентано епізодично з'являється протягом всього кліпу, танцюючи переважну його частину, у заключних кадрах він сидить і грає на гітарі в оточені дівчат з підтанцьовки.

## Сингл
Пісня вийшла як сингл у 1991 році на 12-дюймових LP-платівках лише в Італії, під лейблом «Clan Celentano» (маркування 9031 75717-0). Обкладинкою синглу слугував кадр з відеокліпу до пісні «Fuoco», показаний в рамках телепередачі «Notte Rock» (1991), де зображений Челентано у темних окулярах.

## Використання
Пісня ніколи не виконувалася Челентано наживо й не потрапила до жодної збірки співака. Був продемонстрований лише відеокліп до пісні в рамках телепередачі «Notte Rock» (1991).

## Трек-лист
Альбом Il Re Degli Ignoranti
| #  | Назва                                               | Автор             | Тривалість |
| -- | --------------------------------------------------- | ----------------- | ---------- |
| 1. | «Il Re Degli Ignoranti (Remix)» (Король невігласів) | Адріано Челентано | 6:02       |

Сингл Il Re Degli Ignoranti
| #  | Назва                                                       | Автор             | Тривалість |
| -- | ----------------------------------------------------------- | ----------------- | ---------- |
| 1. | «Il Re Degli Ignoranti (Remix)» (Король невігласів)         | Адріано Челентано | 7:34       |
| 2. | «Il Re Degli Ignoranti (Radio Version)» (Король невігласів) | Адріано Челентано | 5:36       |
| 3. | «Il Re Degli Ignoranti (Dub Version)» (Король невігласів)   | Адріано Челентано | 4:00       |

## Учасники запису
- Вокал — Адріано Челентано
- Композитор — Адріано Челентано
- Аранжування — Адріано Челентано, Давіде Романі, Енріко Ла Фальче, Лука Черсосімо
- Продюсер — Адріано Челентано
- Виконавчий продюсер — Адріано Челентано